# (1488) Aura
(1488) Aura – planetoida z grupy pasa głównego asteroid okrążająca Słońce w ciągu 5 lat i 107 dni w średniej odległości 3,04 au. Została odkryta 15 grudnia 1938 roku w Obserwatorium Iso-Heikkilä w Turku przez Yrjö Väisälä. Nazwa planetoidy pochodzi od rzeki Aurajoki, która przepływa przez Turku. Przed jej nadaniem planetoida nosiła oznaczenie tymczasowe (1488) 1938 XE.